# Liste der Bodendenkmäler in Salgen
Auf dieser Seite sind die Bodendenkmäler in der schwäbischen Gemeinde Salgen zusammengestellt. Diese Tabelle ist eine Teilliste der Liste der Bodendenkmäler in Bayern. Grundlage ist die Bayerische Denkmalliste, die auf Basis des Bayerischen Denkmalschutzgesetzes vom 1. Oktober 1973 erstmals erstellt wurde und seither durch das Bayerische Landesamt für Denkmalpflege geführt wird. Die folgenden Angaben ersetzen nicht die rechtsverbindliche Auskunft der Denkmalschutzbehörde.

## Bodendenkmäler der Gemeinde Salgen

### Bodendenkmäler in der Gemarkung Bronnen
| Lage               | Objekt | Akten-Nr.     | Bild |
| ------------------ | --- | ------------- | ---- |
| Bronnen (Standort) | Spätmittelalterliche und frühneuzeitliche Befunde im Bereich der Katholischen Filialkirche Unserer Lieben Frau in Bronnen und ihres Vorgängerbaus. | D-7-7828-0080 |      |

### Bodendenkmäler in der Gemarkung Hausen
| Lage              | Objekt | Akten-Nr.     | Bild |
| ----------------- | --- | ------------- | ---- |
| Hausen (Standort) | Burgstall des hohen Mittelalters (Hausen). | D-7-7828-0022 |      |
| Hausen (Standort) | Abgegangene Kapelle des Mittelalters und der frühen Neuzeit (St. Simon und Judas).                                                                        | D-7-7828-0023 |      |
| Hausen (Standort) | Mittelalterliche und frühneuzeitliche Befunde im Bereich der Katholischen Pfarrkirche St. Bartholomäus und Hl. Kreuz in Hausen und ihrer Vorgängerbauten. | D-7-7828-0083 |      |

### Bodendenkmäler in der Gemarkung Salgen
| Lage              | Objekt | Akten-Nr.     | Bild |
| ----------------- | --- | ------------- | ---- |
| Salgen (Standort) | Körpergräber der Merowingerzeit. | D-7-7828-0016 |      |
| Salgen (Standort) | Mittelalterliche und frühneuzeitliche Befunde im Bereich der Katholischen Pfarrkirche St. Johannes Baptist in Salgen und ihrer Vorgängerbauten. | D-7-7828-0086 |      |